# KidsCo (España)
KidsCo fue un canal de televisión privado de pago, propiedad de NBC Universal que adquirió en 2007 su productora Sparrowhawk Media Group.
El canal emitió, en las plataformas Movistar TV y operadoras de cable local, una programación dedicada al público infantil.

## Historia
KidsCo llegó a España el 1 de mayo de 2008, después de que Teuve vendiera el canal Kitz a la compañía Sparrowhawk Media Group, dueña en parte del canal internacional KidsCo.
El cambio de Kitz a KidsCo, fue manteniendo gran parte de la estructura y contenidos del primero, así como los contratos de difusión en las compañías de cable donde Kitz ya estaba presente.
La cadena perteneció a Chello Multicanal, ya que esta compró la productora Teuve. Este canal emitía en las plataformas de Movistar TV, Orange TV y Telecable Cartaya.
El operador de cable ONO informó a mediados de marzo de 2011 que a partir del 1 de abril de 2011 eliminaría el canal KidsCo del dial 52 y en su lugar incorporaría el nuevo Canal Panda.
A principios de julio de 2013, KidsCo desapareció del dial de Orange TV (situado en el canal 47). Sin embargo, KidsCo aún sigue presente en otros operadores españoles como Movistar TV y Telecable Cartaya.
El canal cesó sus emisiones en España el 31 de diciembre de 2013.

## Programación
En sus años de emisión, el canal ha transmitido principalmente series animadas producidas por DIC Entertainment, como Daniel el Travieso, Heathcliff, Tarta de fresa, La vida secreta de Sabrina, Inspector Gadget y también series canadienses producidas por Nelvana como Los osos amorosos, Maggie y la bestia feroz, Babar, Franklin y animes como Sakura, cazadora de cartas.